# Solanina
Solanina és un alcaloide verinós que es troba en diverses espècies de plantes de la família solanàcia.
Forma part de les defenses naturals de les plantes, ja que és un fungicida i plaguicida natural.
La solanina es pot trobar a qualsevol part de la planta i en aquelles que han sofert malalties pot acumular-se en grans quantitats. Tot i que en les patates conreades el nivell de solanina és molt baix, en els tubercles verds de les patateres pot arribar a concentracions d'1 mg per quilo que ja són perilloses per la salut.